# Der Sinn des Lebens (Album)
Der Sinn des Lebens ist das elfte Studioalbum des österreichischen Austropop-Musikers und Liedermachers Wolfgang Ambros, es ist sein fünftes Nummer-eins-Album.

## Produktion
Wolfgang Ambros und sein Freund und Texter Joesi Prokopetz produzierten 1984 das Studioalbum Der Sinn des Lebens.

## Titelliste
1. Endlich amoi – 4:00 (Ambros)
2. Geplante Zukunft – 3:57 (Peter Koller, Ambros)
3. Wie a Adler – 4:15 (Günter Dzikowski, Helmut Nowak)
4. Du verstehst mi ned – 3:48 (Günter Dzikowski, Helmut Nowak, Peter Koller)
5. Guerilla – 4:28 (Ambros)
6. Der Sinn des Lebens – 3:48 (Ambros)
7. Einsicht '84 – 4:07 (Ambros)
8. Des Sängers Flucht – 3:40 (Ambros)
9. Ohne jede Warnung – 2:04 (Joesi Prokopetz, Peter Koller)
10. I werd' des nie versteh'n – 3:59 (Günter Dzikowski, Peter Koller, Ambros)

## Cover
Das Cover-Layout zeigt eine mit Filzstiften gezeichnete Ananas mit grünen Blättern und gelben Hintergrund, darüber den gewohnten geschwungenen W.-Ambros und No1-Schriftzug.

## Charts und Chartplatzierungen
| ChartsChartplatzierungen | Höchstplatzierung | Wochen/ Monate |
| ------------------------ | ----------------- | -------------- |
| Deutschland (GfK)        | 49 (2 Wo.)        | 2 Wo.          |
| Österreich (Ö3)          | 1 (7 Mt.)         | 7 Mt.          |